# Павел Кюлявков
Павел Манев Кюлявков (също Кюлавков, Кюлявковски) е български общественик, деец на Българската комунистическа партия.

## Биография
Роден е в юли 1865 година в Ореше, тогава в Османската империя. От 1892 до 1893 година е зидар във Воден. През 1893 година работи в Кюстендил, където се ражда синът му Крум, а от 1894 до 1896 година е в шести сектор на османската железница в Битоля. Между 1897 и 1898 година е майстор-зидар в пристанището на Кюстенджа. След това заминава за Русия, където през 1898-1899 година помага за строежа на моста Троицки в Санкт Петербург. В началото на века е в Белгия, а от там заминава за Белгийско Конго, където остава до 1902 година. Заедно с Наце Димов, Александър Джолов и Филип Николовски на 20 декември 1903 година подписва молбата за регистрация на устава на Славяно-македонското научно и литературно дружество. През 1904 година заминава за Ню Йорк, където отнася със себе си буквара на дружеството на македонски език за печатане. От 1907 година работи в Сан Франциско, а на следващата година се прехвърля в Термалито, Калифорния. След началото на Балканската война заминава за Македония, където участват в  конференция във Велес. След провала ѝ се включва в Междусъюзническата война като доброволец в Българската армия. След войните заминава за Аляска. През 1920 година учи в Техническия колеж в Чикаго.
През 20-те години се установява в България и е председател на Миячкото Папрадишко–Орешко благотворително братство. Баща е на поета Крум Кюлявков, като под негово влияние приема комунистическите идеи и става член на БКП.
След като се пенсионира се завръща в родното си село в Кралство Югославия. На 13 юни 1940 година е намерен убит близо до родното си село.

Скопската „Македонска енциклопедия“ го споменава под името Павле Кюлафковски като македонист, роден в Папрадище. Коста Църнушанов пише за Кюлявков: 
| „ | Павле Кюлавковски, техник, доказан българин, известен и днес на македонската емиграция като добър патриот, баща на българския писател и художник Крум Кюлявков. | “ |

## Галерия
- Семейство Кюлявкови. Седнали: Павел, майка му и Стоянка, негова съпруга. Прави: Крум (във военна униформа) и брат му Асен.[10]
- Павел (като български военен) със съпругата си
- Асен Кюлявков, син на Павел